# Хоххальтингер, Гизела
Гизела Хоххальтингер (нем. Gisela Hochhaltinger) — фигуристка из Австрии, бронзовый призёр чемпионата Европы 1930 года. Выступала в паре с Georg Pamperl, затем с  Отто Прайссеккером.

## Спортивные достижения
(с Отто Прайссеккером)
| Соревнования/Сезоны | 1929 | 1930 |
| ------------------- | ---- | ---- |
| Чемпионаты мира     | 4    |      |
| Чемпионаты Европы   |      | 3    |
| Чемпионаты Австрии  | 2    | 2    |

(с Georg Pamperl)
| Соревнования/Сезоны | 1924 | 1925 | 1926 |
| ------------------- | ---- | ---- | ---- |
| Чемпионаты мира     |      | 4    | 4    |
| Чемпионаты Австрии  | 2    |      |      |